# Hans Esselius
Hans Esselius, född 15 december 1948, är en svensk konstnär, serietecknare, fotograf och filmregissör. Som serietecknare gick han under aliaset Herr Esse. Han har främst gjort sig känd inom fotografi, videokonst och datorgrafik.
Mellan åren 1965–1967 var han assistent hos fotografen KW Gullers. Därefter utbildade han sig på avdelningen för fotografi på Konstfack i Stockholm fram till 1969. Åren därefter, fram till 1973, var han privatelev hos konstnären Kjartan Slettemark. 1992 studerade han datorgrafik på Högskolan i Skövde.
Bland annat gjorde han skivomslag för albumet "Fläsket brinner", 1972 och tillsammans med Slettermark gjorde han 1969 kortfilmen Nixon Visions.
Hans Esselius är representerad på bland annat Malmö konstmuseum och Moderna Museet i Stockholm.